# Leucania roseivena
Leucania roseivena är en fjärilsart som beskrevs av Max Wilhelm Karl Draudt 1924. Leucania roseivena ingår i släktet Leucania och familjen nattflyn. Inga underarter finns listade i Catalogue of Life.